# Moda europea en el siglo XIV

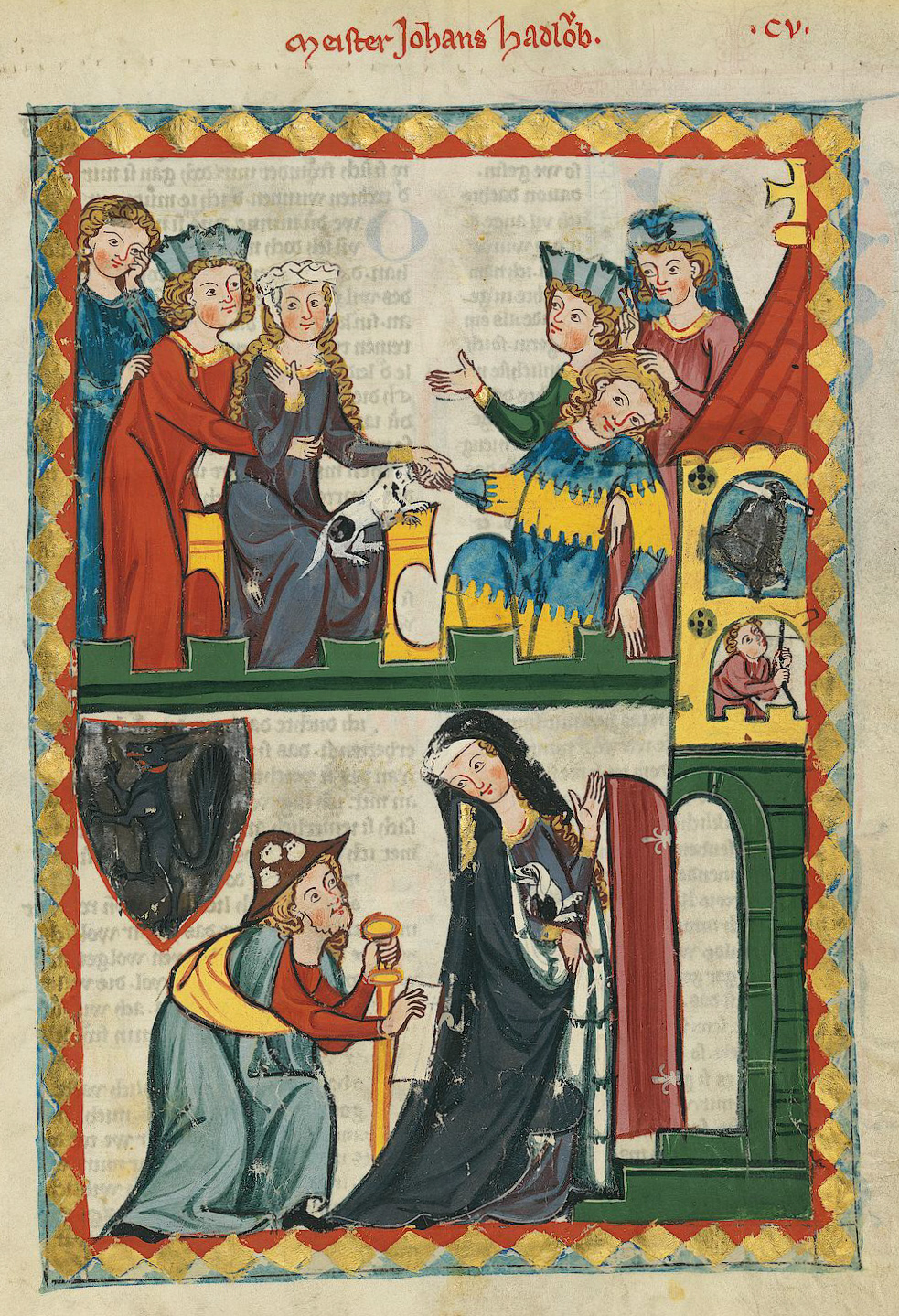
Vestimenta de la primera mitad del siglo XIV, en una ilustración del Codex Manesse. En el panel inferior, el hombre se encuentra vestido a la usanza de un peregrino del Camino de Santiago con el bastón y morral al hombro, y conchas de vieira en su sombrero. La dama viste un manto azul forrado en vair, o piel de ardilla.

La moda en la Europa del siglo XIV estuvo marcada por el inicio de un período de experimentación con diferentes formas de vestir. El historiador del vestuario James Laver sugiere que mediados del siglo XIV marca el surgimiento de una "moda" reconocible en la ropa, en lo que Fernand Braudel está de acuerdo. Las prendas drapeadas y las costuras rectas de siglos anteriores fueron reemplazadas por costuras curvas y los inicios de la sastrería, que permitieron que la ropa se ajustara más a la forma humana. Además, el uso de cordones y botones permitió un ajuste más ceñido de la ropa al cuerpo.
A lo largo del siglo, la longitud de los dobladillos masculinos se redujo progresivamente, y para fines de siglo estaba de moda que los hombres omitieran la prenda larga y holgada de los siglos anteriores (ya se llamaba túnica, kirtle u otros nombres) en conjunto, poniendo el énfasis en una blusa a medida que caía un poco por debajo de la cintura, una silueta que todavía se refleja en el traje de los hombres de hoy.

## Telas y pieles

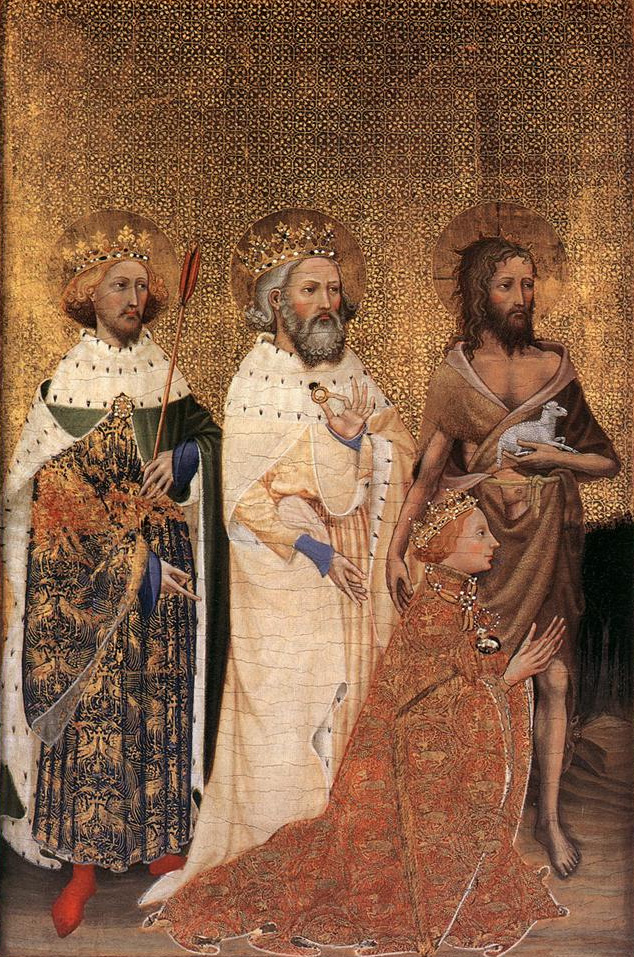
El joven Ricardo II de Inglaterra, arrodillado, wears a hopalanda de brocado de seda con el insignia de su librea. San Juan el Bautista viste ropaje iconográfico, pero los reyes ingleses santificados Eduardo el Confesor y Edmundo el Mártir visten ropaje real contemporáneo. El díptico de Wilton 1395–99

La lana era el material más importante para la confección, debido a sus numerosas cualidades favorables, como la capacidad de tomar tinte y ser un buen aislante. Este siglo vio el comienzo de la Pequeña Edad del Hielo, y eran raras las casas con cristales en las ventanas, incluso para los ricos (la mayoría de las casas solo tenían contraventanas de madera para el invierno). El comercio de textiles continuó creciendo a lo largo del siglo y formó una parte importante de la economía en muchas áreas, desde Inglaterra hasta Italia. La ropa era muy cara y los empleados, incluso los funcionarios de alto rango, por lo general recibían, por lo general, un atuendo por año, como parte de su remuneración.

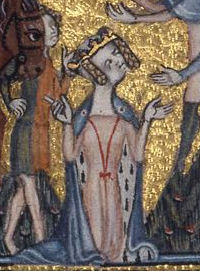
Mary de Bohun lleva un manto forrado de armiño atado con hilos rojos. Su sirviente lleva una túnica de mi-parti. Tomado de un salterio inglés, 1380–85

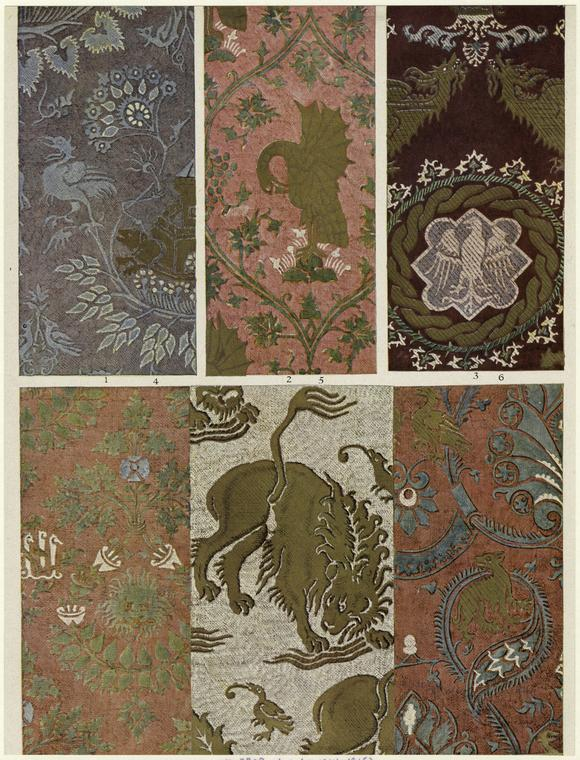
Damasquinado de seda italiano del.

La impresión de telas con bloques de madera se practicó a lo largo del siglo, y probablemente fue bastante común hacia el final; esto es difícil de evaluar ya que los artistas tendían a evitar tratar de representar telas estampadas debido a la dificultad de hacerlo. Para la decoración se utilizaban bordados en lana e hilo de seda o de oro para los ricos. Eduardo III estableció un taller de bordado en la Torre de Londres, que presumiblemente produjo las túnicas que él y su reina usaban en 1351 de terciopelo rojo "bordado con nubes de plata y águilas de perla y oro, debajo de cada nube alterna un águila de perla, y debajo de cada una de las otras nubes un águila real, cada águila tiene en su pico una Jarretera con el lema honi soit qui mal y pense bordado en él ".
La seda era la tela más fina de todas. En el norte de Europa, la seda era un lujo importado y muy caro. Los ricos podían permitirse el lujo de tejidos de brocados de Italia o incluso de otros lugares. Las sedas italianas de moda de este período presentaban patrones repetidos de rondas y animales, derivados de los centros de tejido de seda otomanos en Bursa y, en última instancia, de la China de la dinastía Yuan a través de la Ruta de la Seda.
A mediados de siglo, surgió para los hombres una moda para las prendas mi-parti o parti-coloreadas hechas de dos telas contrastantes, una a cada lado, y fue especialmente popular en la corte inglesa. A veces, solo eran de diferentes colores cada pierna.
Ocasionalmente se veían telas a cuadros y cuadros; una saya de varios colores representada en el retablo de San Vicente en Cataluña es marrón rojizo por un lado y cuadros por el otro, y también se han descubierto en Londres restos de tejidos de lana a cuadros que datan del siglo XIV.
La piel se usaba principalmente como forro interior para abrigarse; los inventarios de los pueblos de Borgoña muestran que incluso allí un abrigo forrado de piel (conejo o el gato más caro) era una de las prendas más comunes. Vero, el pelaje de la ardilla, blanco en el vientre y gris en el lomo, fue particularmente popular durante la mayor parte del siglo y se puede ver en muchas ilustraciones manuscritas iluminadas, donde se muestra en blanco y gris azulado capas de forro y otras prendas exteriores con patrones de rayas o cuadros suaves; el pelaje blanco del vientre con un pequeño ribete de gris se llamaba miniver. Una moda en ropa de hombre  basada en el uso de las pieles oscuras de marta cibelina y marta surgió alrededor de 1380, y la piel de ardilla fue relegada a la ropa formal ceremonial. El armiño, con sus densos pelajes blancos de invierno, fue usado por la realeza, con las colas con puntas negras dejadas para contrastar con el blanco para un efecto decorativo, como se observa en el Díptico de Wilton mostrado arriba.

## Ropa de hombre

### Camisa, jubón y medias

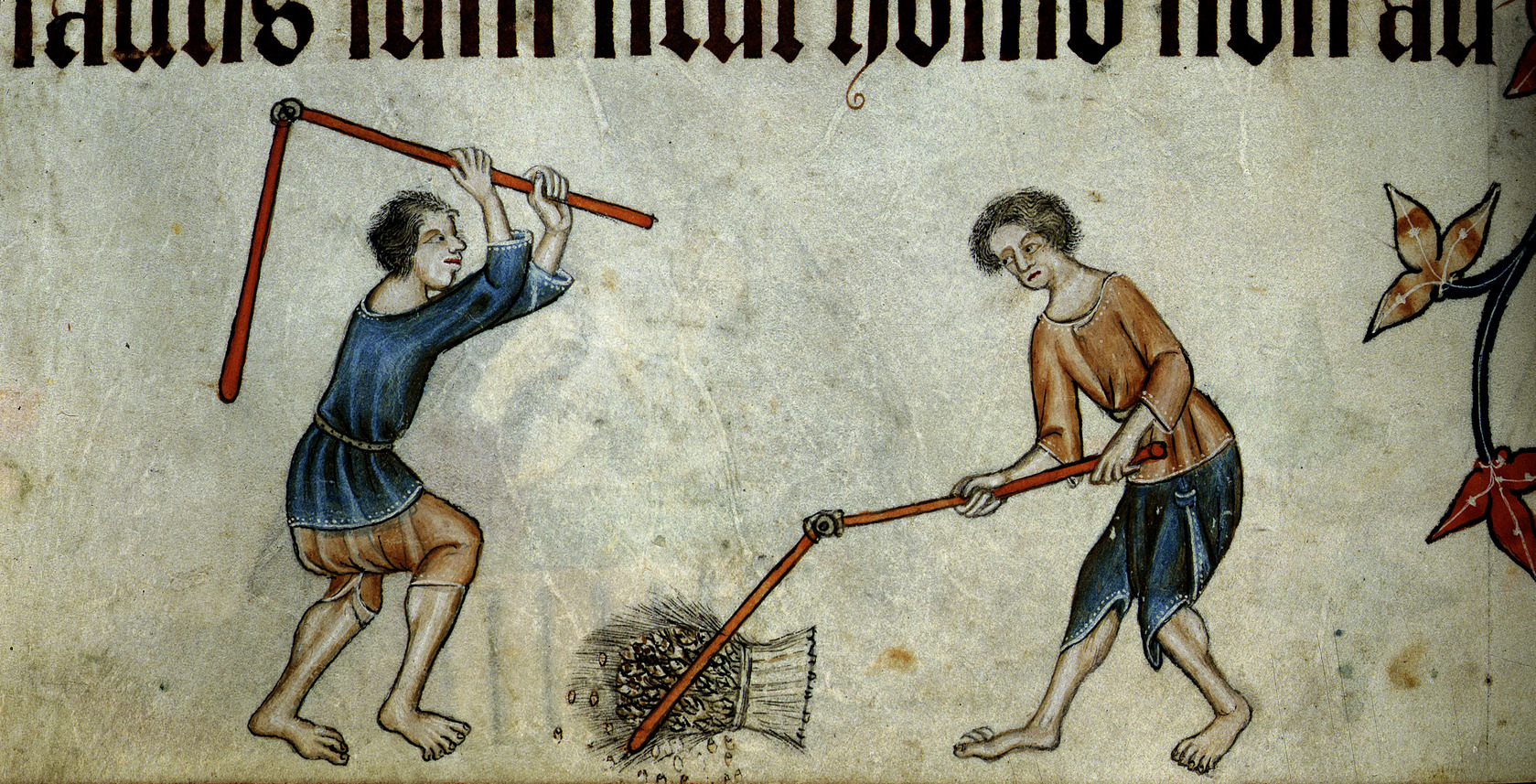
Dos hombres trillando la gavilla, los hombres visten braies o calzones- Salterio de Luttrell (c.1325-1335)

La capa más interna de la ropa eran los braies o calzones, una ropa interior holgada, generalmente hecha de lino, que se sujetaba con un cinturón. Luego vino la camisa, que generalmente también estaba hecha de lino, y que se consideraba una prenda interior, como los calzones.

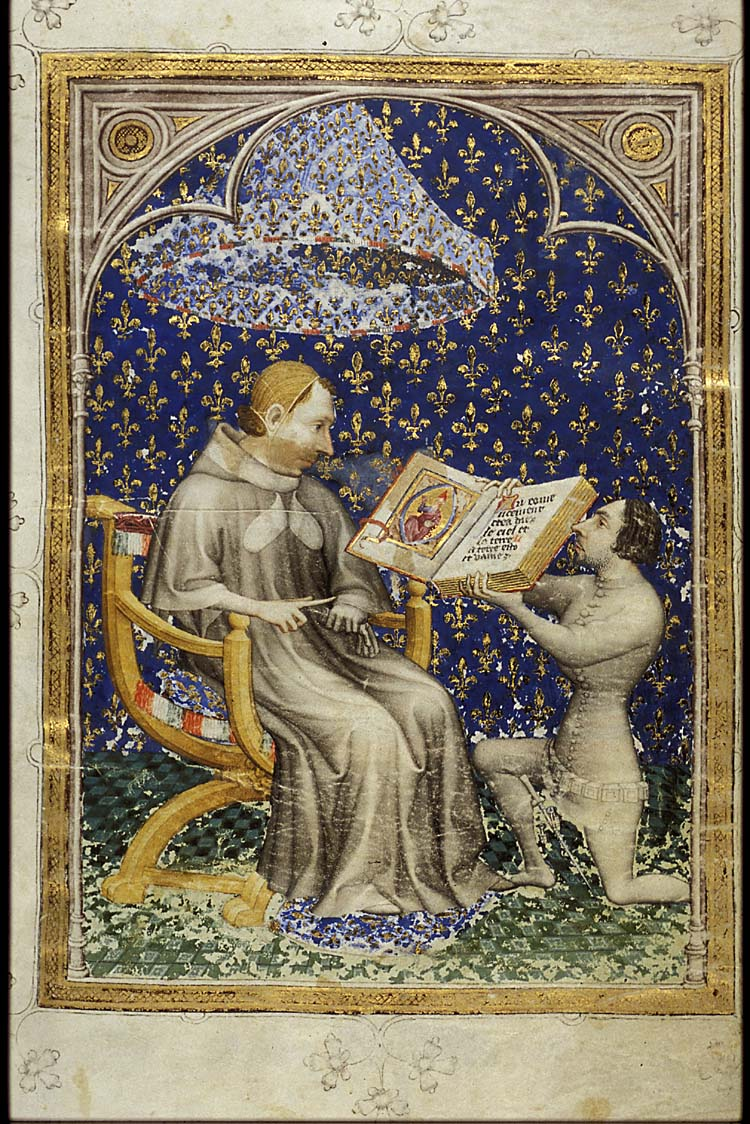
Jean de Vaudetar, chambelán del rey Carlos V de Francia, presenta al rey un presente consistente en un manuscrito, por Jean Bondol, 1372. Para esta ocasión tan formal, se le muestra sin nada sobre su blusa ajustada. El rey lleva una cofia.

Las calzas hechas de lana se utilizaban para cubrir las piernas, y en general eran de colores brillantes, y a menudo tenían suelas de cuero, por lo que no era necesario ser usados con zapatos. La ropa más corta de la segunda mitad del siglo requería que fueran una sola prenda como las medias modernas, mientras que por lo demás eran dos piezas separadas que cubrían toda la longitud de cada pierna. Por lo general, las calzas se ataban al cinturón, a los pantalones o al jubón.
Un jubón era una chaqueta abotonada que generalmente llegaba hasta la cadera. Las prendas similares se llamaban cotehardie, pourpoint, jaqueta o jubón. Estas prendas se usaban sobre la camisa y las calzas.

### Túnica y cotehardie
Por lo general, se usaba una bata, túnica o kirtle sobre la camisa o el jubón. Al igual que con otras prendas exteriores, generalmente estaba confeccionada de lana. Por encima de esto, un hombre también podía usar una falda, una capa o una capucha. Los sirvientes y los trabajadores usaban sus kirtles en varios largos, incluso tan bajo como la rodilla o la pantorrilla. Sin embargo, la tendencia durante el siglo fue que los dobladillos se acortaran para todas las clases.
Sin embargo, en la segunda mitad del siglo, a menudo se muestra a los cortesanos, si tienen la figura para ello, sin llevar nada encima de su cotehardie estrechamente confeccionado. Una crónica francesa registra: "Alrededor de ese año (1350), los hombres, en particular los nobles y sus escuderos, empezaron a llevar túnicas tan cortas y ajustadas que revelaban lo que la modestia nos obliga a ocultar. Esto fue lo más asombroso para el pueblo". [18] Esta moda bien puede haber derivado de la ropa militar, donde, naturalmente, no se usaban túnicas largas y sueltas en acción. En este período, las figuras más dignas, como el rey Carlos en la ilustración, continúan vistiendo túnicas largas, aunque, como el Chambelán Real, De Vaudetar era una persona de muy alto rango. Este abandono de la túnica para enfatizar una blusa ajustada sobre el torso, con calzones o pantalones debajo, se convertiría en la característica distintiva de la moda masculina europea durante los siglos venideros. Los hombres llevaban carteras hasta ese momento porque las túnicas no tenían bolsillos.

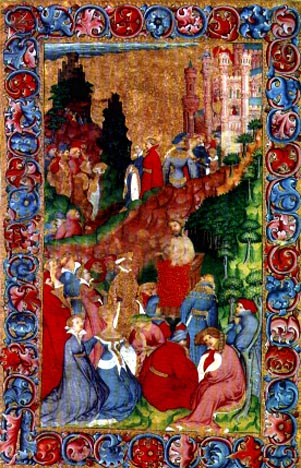
Chaucer leyendo su trabajo a la corte de Ricardo II, c. 1400.

La efigie funeraria y los "logros" de Eduardo, el Príncipe Negro en la Catedral de Canterbury, que murió en 1376, muestran la versión militar del mismo esquema. Sobre la armadura se le muestra con un abrigo corto ajustado o jupon o gipon, el original de los cuales se colgó arriba y aún sobrevive. Tiene los brazos descuartizados de Inglaterra y Francia, con un efecto bastante similar a una chaqueta de varios colores. Las "cargas" (figuras) de las armas están bordadas en oro sobre piezas de lino, aplicadassobre campos de terciopelo de seda de colores. Está acolchado verticalmente, con relleno de lana y forro de raso de seda. Este tipo de abrigo, originalmente usado fuera de la vista bajo una armadura, estuvo de moda como prenda exterior desde aproximadamente 1360 hasta principios del siglo siguiente. Solo esta y una versión infantil (Catedral de Chartres) sobreviven. Como una indicación de la rápida difusión de la moda entre las cortes de Europa, una crónica manuscrita iluminada en Hungría hacia 1360 muestra estilos muy similares a la versión inglesa de Eduardo.
El hijo de Eduardo, el rey Ricardo II de Inglaterra, dirigió una corte que, como muchas en Europa a finales de siglo, era extremadamente refinada y consciente de la moda. A él mismo se le atribuye haber inventado el pañuelo; "Pequeños pedazos [de tela] para que el señor Rey se limpie y limpie su nariz", aparecen en los Rollos (cuentas) del Hogar, que es la primera documentación de su uso. Distribuyó a sus amigos insignias de librea con joyas con su emblema personal del ciervo blanco, como el que él mismo usa en el Díptico de Wilton. En la miniatura (izquierda) de Chaucer leyendo a su corte, tanto hombres como mujeres usan cuellos muy altos y cantidades de joyas. El Rey (de pie a la izquierda de Chaucer; su rostro ha sido desfigurado) usa un traje de color dorado estampado con un sombrero a juego. La mayoría de los hombres usan sombreros de chaperón y las mujeres llevan el pelo muy bien peinado. Los cortesanos varones disfrutaban vistiendo disfraces para las festividades; el desastroso Bal des Ardents en 1393 en París es el ejemplo más famoso. Tanto los hombres como las mujeres vestían ropas adornadas y con pedrería; para la entrada de la reina de Francia en París en 1389, el duque de Borgoña llevaba un jubón de terciopelo bordado con cuarenta ovejas y cuarenta cisnes, cada uno con una campana de perlas alrededor del cuello.
Una nueva prenda, la houppelande, apareció alrededor de 1380 y permanecería de moda hasta bien entrado el siglo siguiente. Era esencialmente una túnica con un volumen que caía de los hombros, mangas largas muy anchas y el cuello alto favorecido en la corte inglesa. La extravagancia de las mangas fue criticada por los moralistas.

### Tocado y accesorios

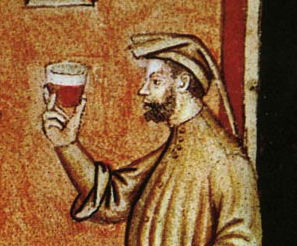
Hombre usando un chaperón, Italia fines del.

Durante este siglo, el chaperón pasó de ser una capucha utilitaria con una pequeña capa a convertirse en un sombrero complicado y de moda que usaban los ricos en los entornos de la ciudad. Esto sucedió cuando comenzaron a usarse con la abertura para la cara colocada en la parte superior de la cabeza.
Los cinturones se usaban por debajo de la cintura en todo momento y muy bajos en las caderas con la moda de ropa ajustada de la segunda mitad del siglo. Se usaron riñoneras o carteras y dagas largas, generalmente colgando diagonalmente hacia el frente.
En armaduras, el siglo vio aumento en el uso de la armadura de placas, y para fines de siglo se había desarrollado el traje completo, aunque las mezclas de cota de malla y placas seguían siendo más comunes. El casco bacinete con visera fue un nuevo desarrollo en este siglo. Los soldados ordinarios tenían suerte de tener una cota de malla y tal vez alguna rodillera o espinillera cuir bouilli ("cuero hervido").

### Galería de estilos

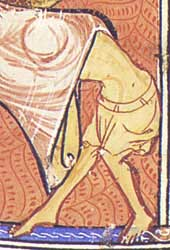
1 – Braies (bragas)
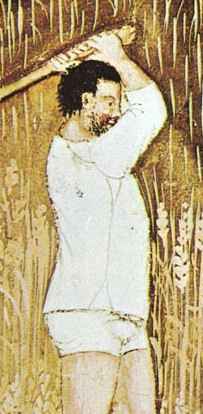
2 – Camisa y bragas
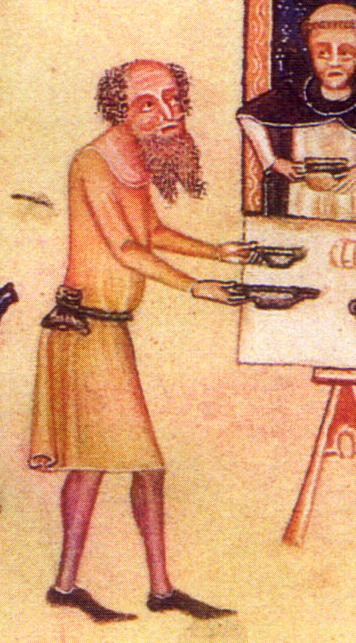
3 – Sirviente
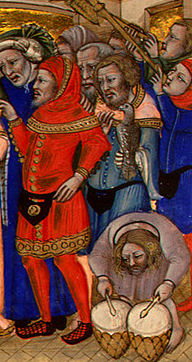
4 – Sayo y gorra
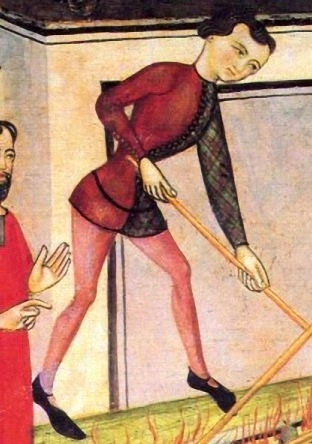
5 – Sayo
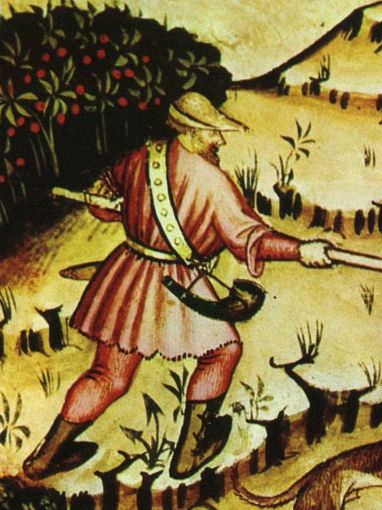
6 – Cazador
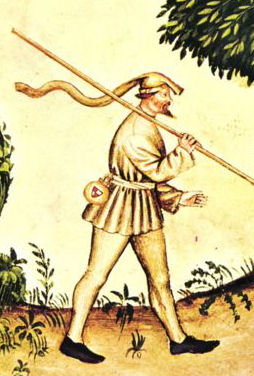
7 – Caminante con chaperón
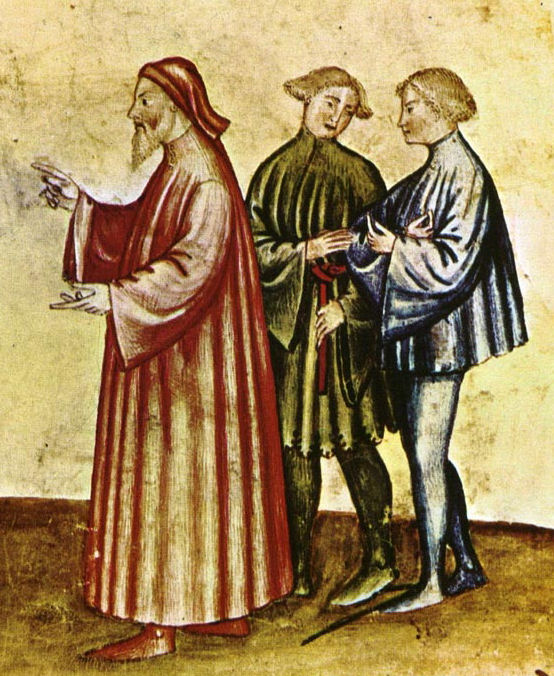
8 – Gorras de hombre

1- Los braies se llevan enrollados sobre un cinturón en la cintura. Cataluña.

2- La camisa está hecha de rectángulos con refuerzos en el hombro, la axila y el dobladillo.

3- El sirviente lleva una túnica hasta la rodilla con mangas largas y ajustadas sobre las medias. Lleva cinturón con riñonera o bolso. Sus zapatos son puntiagudos. Desde el Salterio de Luttrell , Inglaterra, c. 1325–35.

4- El novio viste una saya roja, calzas y capucha, Italia, 1350.

5- Hombre con un sayo de color marrón rojizo y tela escocesa, segunda mitad del siglo XIV, Cataluña. La saya se ajusta cómodamente y se abrocha en la parte delantera. Se usa un cinturón estrecho alrededor de las caderas.

6- Cazador usando botas con cordones laterales, finales del siglo XIV.

7- Un hombre que camina con un viento fuerte lleva un chaperón que ha sido atrapado por una ráfaga. Lleva una bolsa para el cinturón y lleva un bastón, de finales del siglo XIV.

8- El hombre mayor (regañando a una joven indiscreta, ver la imagen de abajo) usa un largo y holgado sayo. Los jóvenes a la moda visten túnicas cortas, una de ellas con bordes dañados. El hombre de la derecha lleva zapatos con puntas largas y puntiagudas, de finales del siglo XIV.

## Ropa de mujer

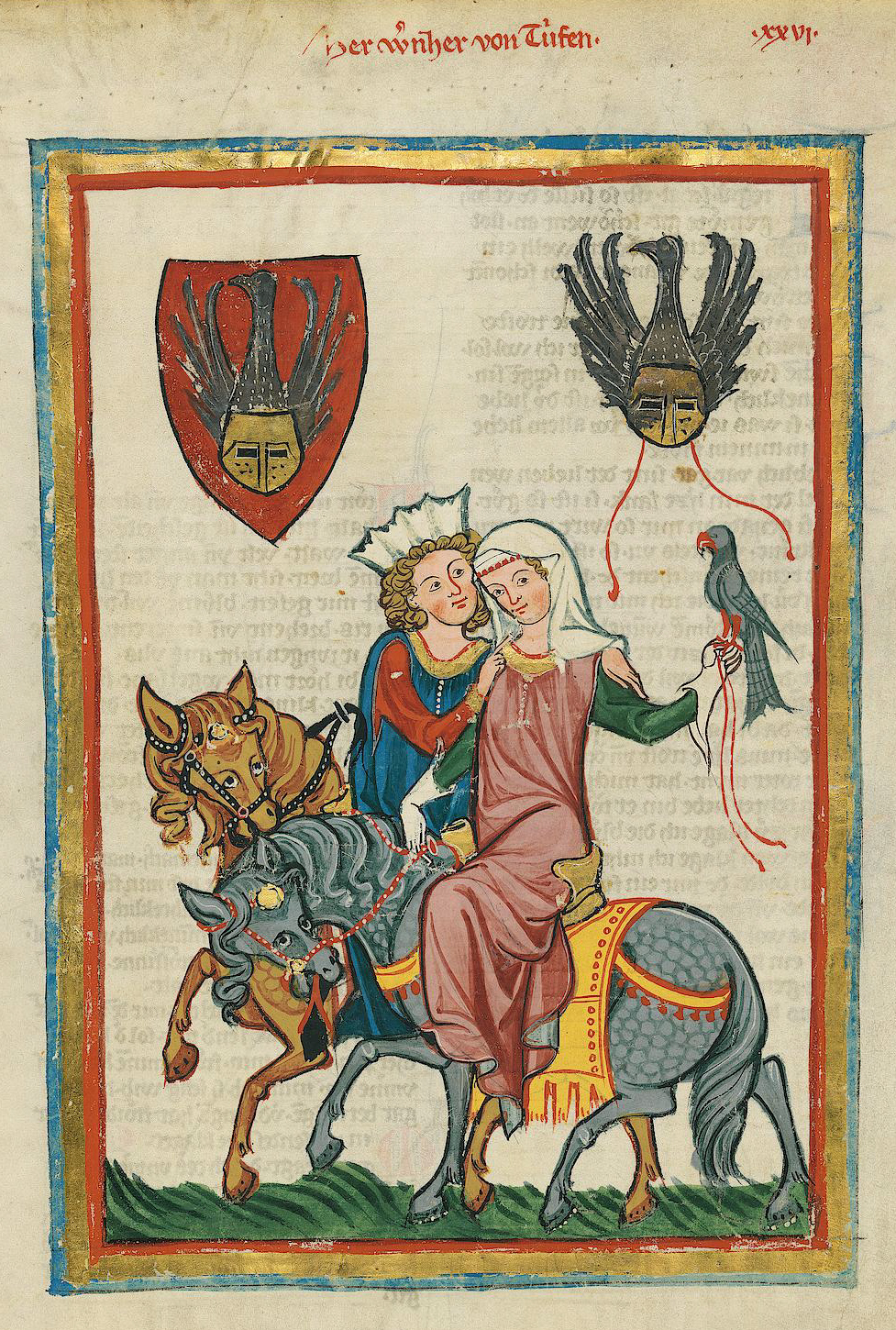
Para la venta ambulante, esta mujer viste un vestido rosa sin mangas sobre una kirtle verde, con un velo de lino y guantes blancos. Codex Manesse, 1305–40.0.

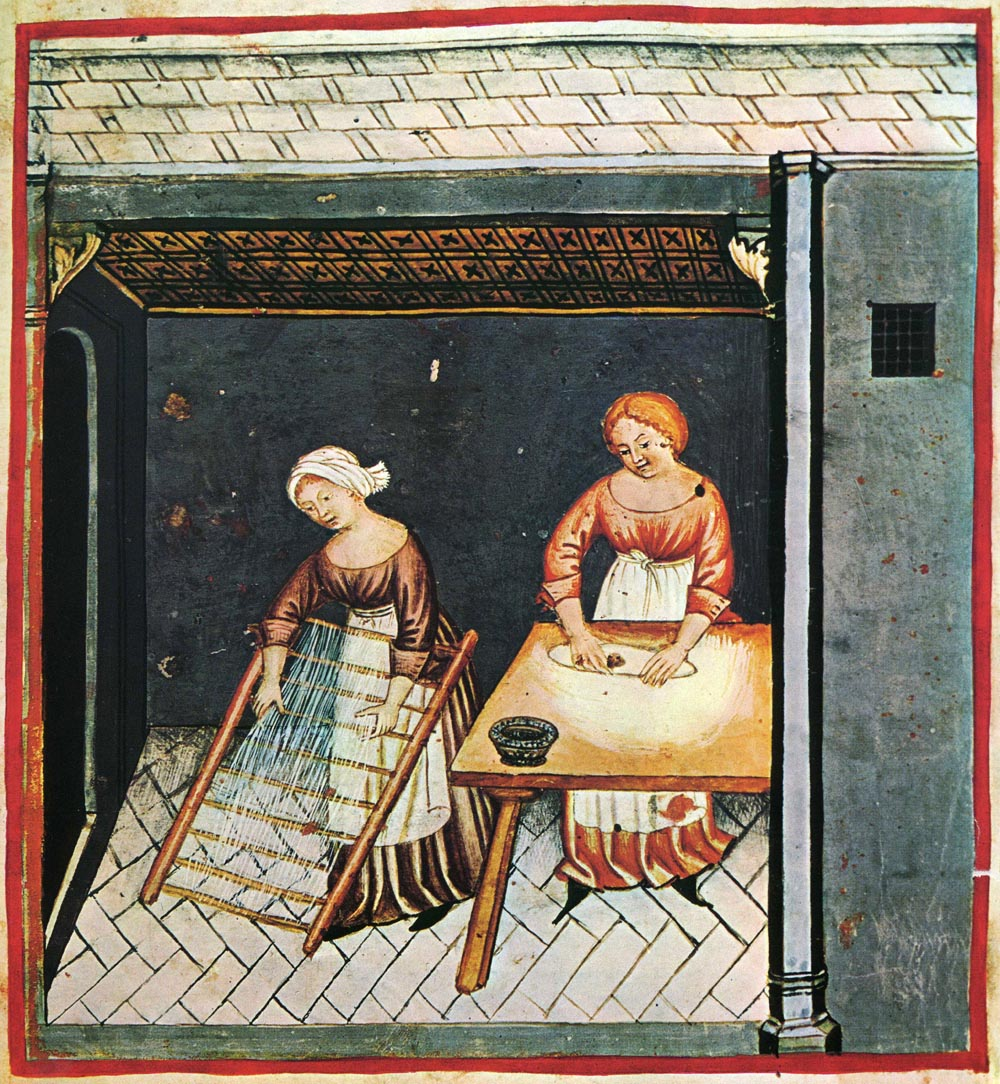
Las mujeres que hacen pasta usan delantales de lino sobre sus vestidos. Sus mangas están desabrochadas en la muñeca y levantadas, a finales del.

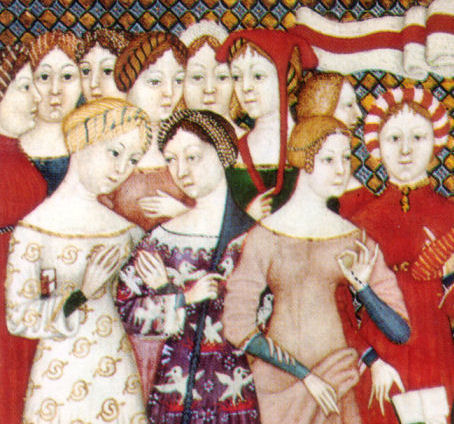
Muchas mujeres italianas usan el cabello trenzado con cordón o cinta y atado alrededor de la cabeza, c. 1380

### Ropa interior
La capa más interna de la ropa de una mujer era una camisola o un delantal de lino o lana, algunos se ajustaban a la figura y otros se vestían holgadamente, aunque hay alguna mención de una "faja de pecho" o "banda de pecho" que puede haber sido el precursor de un sujetador.
Las mujeres también usaban medias, aunque las medias de las mujeres generalmente solo llegaban hasta la rodilla.
Por lo general, se muestra a todas las clases y a ambos sexos durmiendo desnudos (la ropa de dormir especial solo se hizo común en el siglo XVI ); sin embargo, algunas mujeres casadas usaban sus camisones para dormir como una forma de modestia y piedad. Muchos en las clases bajas usaban su ropa interior en la cama debido al clima frío durante la noche y dado que sus camas generalmente consistían en un colchón de paja y algunas sábanas, la ropa interior actuaría como una capa más.

### Vestidos y ropa de abrigo
Sobre la camisola, las mujeres usaban un vestido suelto o ajustado llamado cotte o kirtle, generalmente hasta los tobillos o hasta el suelo, y con trenes para ocasiones formales. Las kirtles ajustadas tenían faldas anchas que se hacían agregando cortes triangulares para ensanchar el dobladillo sin agregar volumen a la cintura. Kirtles también tenía mangas largas y ajustadas que a veces llegaban hasta cubrir los nudillos.
Se usaron varios tipos de túnicas sobre el kirtle, y los historiadores del vestuario los llaman con diferentes nombres. Cuando está ajustada, esta prenda a menudo se llama cotehardie (aunque este uso de la palabra ha sido muy criticado ) y puede tener mangas colgantes y, a veces, usarse con un cinturón con joyas o metal. Con el tiempo, la parte colgante de la manga se hizo más larga y más estrecha hasta que se convirtió en la más simple serpentina, llamada tippet, y luego ganó los daggings florales o en forma de hojas a fines de siglo.
Los vestidos sin mangas o tabardos se derivan de las ciclas, un rectángulo de tela no ajustado con una abertura para la cabeza que se usaba en el siglo XIII. A principios del siglo XIV, los lados comenzaron a coserse juntos, creando un sobretodo o sobretodo sin mangas.
En el exterior, las mujeres usaban capas o mantos, a menudo forrados con pieles. La sayas también fue adoptada por mujeres a finales de siglo. Las mujeres vestían invariablemente sus sayas hasta el suelo, la cintura se elevaba hasta justo debajo del busto, las mangas muy anchas y colgantes, como mangas de ángel.

### Tocados
La mayoría de las mujeres de esta época portaban algún tipo de sombrero. Se podía encontrar una gran variedad de gorros, desde sombreros de paja hasta capuchas y tocados elaborados. La actividad y la ocasión de una mujer dictarían lo que se pondría en la cabeza.
Durante la Edad Media y, en particular en los siglos XIV y XV, se confeccionaron algunos de los sombreros más destacados y extravagantes de la historia.
Antes de que el hennin se disparara hacia el cielo, rollos acolchados y tocados truncados y reticulados adornaban las cabezas de las damas de moda en todas partes de Europa e Inglaterra. Los cauls, las jaulas cilíndricas que se llevaban a los lados de la cabeza y las sienes, se sumaban a la riqueza de la vestimenta de las personas a la moda y las personas acomodadas. Otras formas más simples de tocado incluían la corona o diadema simple de flores.

### Europa septentrional y occidental
Las mujeres casadas en el norte y oeste de Europa usaban algún tipo de cubierta para la cabeza. El barbet era una banda de lino que pasaba por debajo de la barbilla y se sujetaba con alfileres sobre la cabeza; era un sucesor del barbe, que ahora solo lo usaban las mujeres mayores, las viudas y las monjas. El barbet se usaba con un fillet de lino o diadema de tela, o con una gorra de lino llamada cofia, con o sin pañuelo o velo en general. Pasó de moda a mediados de siglo. Las chicas solteras simplemente trenzaban el cabello para evitar que la suciedad entrara.
El barbet y el fillet/diadema o barbet y velo también podían ser usados sobre la crespina, una gruesa redecilla. Con el tiempo, la crespina se convirtió en una malla metálica que confinaba el cabello a los lados de la cabeza e incluso más tarde, en la parte posterior. Esta crespina de metal también se llamaba caul y se mantuvo elegante mucho después de que el barbet pasara de moda. Por ejemplo, se usó en Hungría hasta principios de la segunda mitad del siglo XV, como lo usó la reina consorte húngara Bárbara de Celje alrededor de 1440.

### Italia
Llevar el cabello descubierto era aceptable para las mujeres en los estados italianos. Muchas mujeres se retorcían el pelo largo con cordones o cintas y se enrollaban la cabeza con los mechones, a menudo sin gorra ni velo. El cabello también se llevaba trenzado. Las ancianas y las viudas llevaban velo y toallita, y mientras trabajaban se usaba un simple pañuelo anudado.